# الاتحاد العام لنقابات عمال البحرين
الاتحاد العام لنقابات العمال في البحرين هو اتحاد نقابة عمال وطني في البحرين. تأسس في عام 2002 عندما أنشأ الملك قانون نقابة العاملين منح العمال الحق في التنظيم الجماعي.
أبرز المسح السنوي للاتحاد الدولي لنقابات العمال الحرة عام 2005 أبرز أن البحرين تعتبر النقطة المضيئة في المشهد الكئيب للانتهاكات المستمرة لحقوق العمل في الشرق الأوسط حسب التالي:
في أكتوبر 2006 وقع الملك حمد قانون يحظر إقالة الموظفين العاملين في الأنشطة النقابية. وبموجب القانون المعدل فإنه يجب على المحاكم إعادة العامل المقال وتعويضهم إذا ثبت أن الإقالة كانت عقوبة.
في يوليو 2005 تحرك الملك في أعقاب انتقادات من قبل الاتحاد الدولي لنقابات العمال الحرة لإقالة رئيس نقابة عمال شركة طيران الخليج بعد فترة قصيرة من انتخابه.
كان إنشاء الاتحاد جزء من عدد من الإصلاحات الرئيسية التي أدخلت برئاسة وزير العمل مجيد العلوي.